# Sarcophaga taka
Sarcophaga taka är en tvåvingeart som beskrevs av Thomas Pape 1996. Sarcophaga taka ingår i släktet Sarcophaga och familjen köttflugor. Inga underarter finns listade i Catalogue of Life.